# 克里斯多佛·馬庫斯
克里斯多佛·馬庫斯（英語：Christopher Markus，1973年1月16日—）是一名美国编剧、制作人以及演员，2005年凭借《彼得·塞勒斯的生与死》获得第57届艾美奖最佳编剧奖。因作为《纳尼亚传奇：狮子·女巫·魔衣橱》、《美國隊長: 復仇者先鋒》、《美国队长3》以及《复仇者联盟3：无限战争》编剧而为公众所知晓，2011年10月22日，与克莱尔·桑德斯结婚。